# Onatheaqua
Onatheaqua, Jedno od slabo poznatih plemena Timuquanan Indijanaca iz sjeverozapadne Floride, i (ili) moguće u susjednoj Georgiji. Spminju ih Laudonniere i Le Moyne, a 1564. o njima se piše da žive u visokom gorju. Ne smiju se pobrkati s Onathaqua. 